# Rivière Kiask
Pour les articles homonymes, voir Kiask.
La rivière Kiask est un affluent de la rive nord de la rivière Cuvillier coulant au Québec, au Canada, en chevauchant les régions administratives de :
- Abitibi-Témiscamingue : dans Senneterre ;
- Nord-du-Québec : dans Eeyou Istchee Baie-James.

La surface de la rivière Kiask est généralement gelée de la mi-décembre à la mi-avril. La foresterie constitue la principale activité économique du secteur ; les activités récréotouristiques, en second.
La vallée de la rivière Kiask est desservie par la route forestière R0853.

## Géographie

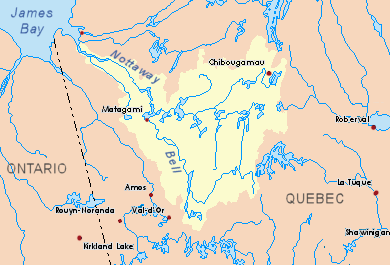
Bassin versant de la rivière Nottaway.

Les bassins versants voisins de la rivière Kiask sont :
- côté nord : lac Quévillon, rivière Wilson ;
- côté est : rivière O'Sullivan, rivière Wetetnagami, lac Wetetnagami, lac Cuvillier ;
- côté sud : rivière Cuvillier, rivière Tonnancour, rivière Robin, rivière Lecompte ;
- côté ouest : rivière Bell, rivière Cuvillier.

La rivière Kiask prend naissance dans Senneterre, à l'embouchure du lac Kiask (longueur : 2,9 km comprenant une baie longue de 1,3 km s’étendant vers le sud ; largeur maximale : 1,5 km ; altitude : 359 m). Ce lac est surplombé par trois sommets de montagnes dont les sommets atteignent respectivement 473 m, 462 m au nord-est et 46 m au Nord.
À partir de l'embouchure du lac Kiask, la rivière Kiask coule sur environ 34 km selon les segments suivants :
- 3,3 km vers le nord-ouest en traversant la limite des deux régions administratives pour continuer au Eeyou Istchee Baie-James, jusqu’à la confluence de deux ruisseaux (l’un venant du sud et l’autre du nord) ;
- 22,6 km vers l'ouest, puis vers le sud en serpentant en zone de marais et en revenant dans la région administrative de l’Abitibi-Témiscamingue jusqu'à sa confluence[2].

La rivière Kiask se déverse dans un coude de rivière sur la rive nord de la rivière Cuvillier, dans une zonen de marais entourant les lacs du Mirail. La rivière Cuvillier s’écoule vers l'ouest jusqu’à la rive est de la rivière Bell ; cette dernière coule vers le nord-ouest jusqu’au lac Matagami lequel se déverse à son tour dans la rivière Nottaway, un affluent de la Baie de Rupert (Baie James).
La confluence de la rivière Kiask avec la rivière Cuvillier est située à :
- 7,9 km au nord-est de l’embouchure de la rivière Cuvillier ;
- 31 km au nord de l’embouchure du lac Parent ;
- 70,5 km au nord du centre-ville de Senneterre ;
- 9,4 km au sud-est du centre du village de Lebel-sur-Quévillon ;
- 101,9 km au sud-est du centre-ville de Matagami ;
- 3,2 km au sud-est de la voie ferrée reliant Lebel-sur-Quévillon à Chibougamau.

## Histoire
D'origine amérindienne de la nation algonquine, cet hydronyme signifie goéland.
Le toponyme rivière Kiask a été officialisé le 5 décembre 1968 à la Commission de toponymie du Québec, soit lors de sa création.